# Cerro al Volturno
Cerro al Volturno là một đô thị ở tỉnh Isernia trong vùng Molise, có cự ly khoảng 45 km về phía tây của Campobasso và khoảng 10 km về phía tây bắc của Isernia. Tại thời điểm ngày 31 tháng 12 năm 2004, đô thị này có dân số 1.497 và diện tích là 23,7 km².
Cerro al Volturno giáp các đô thị: Acquaviva d'Isernia, Castel San Vincenzo, Colli a Volturno, Forlì del Sannio, Fornelli, Montenero Val Cocchiara, Rocchetta a Volturno.